# Steffen Ernemann
Steffen Ernemann (født 26. april 1982) er tidligere professionel dansk fodboldspiller, der blandt andet har spillet i Danmark, Belgien og Norge. Steffen Ernemann spillede forskellige positioner på midtbanen. I de yngre år spillede han offensiv midt, og i de senere år central eller defensiv midtbane.

## Karriere
Steffen Ernemann spillede i sine ungdomsår i Odder IGF og  BMI. Derefter skiftede han til AGF som første års ynglingespiller. I 2003 skiftede han til AC Horsens og i 2007 til Silkeborg IF, hvor han spillede to sæsoner. 
I sommeren 2009 skiftede Steffen Ernemann til belgiske Zulte Waregem. Her spillede Zulte Waregem med i Belgiens første slutspil, hvor Zulte Waregem sluttede som nr. 6. Året efter blev Steffen Ernemann udlejet til Roeselare.

### Esbjerg fB
I sommeren 2011 skiftede han tilbage til Danmark, hvor spillede for Esbjerg fB i to sæsoner, hvor han var med til at vinde pokalmesterskabet i 2013. Han forlod klubben i sommeren 2013, da han ikke var tilfreds med den manglende spilletid i foråret 2013.

### Sarpsborg 08
I august 2013 indgik Steffen Ernemann en kontrakt for resten af 2013 med den norske Tippeligaklub Sarpsborg 08. Steffen Ernemanns 2-1 scoring i hjemmekampen mod Brann 18. oktober blev kåret til årets mål i Tippeligaen 2013 af spillerorganisationen. NISO[1] I december 2013 forlængede Steffen Ernemann sin kontrakt med Sarpsborg 08 for yderligere tre sæsoner.
I 2017 skrev Steffen Ernemann en toårs kontakt med Viking FK, som blandt andet bød på nedrykning fra Tippeligaen og oprykning året efter. I 2019 skrev Steffen Ernemann en etårs kontrakt med Sogndal. I oktober 2019 annoncerede Steffen Ernemann sit karrierestop.